# Västerhaninge IF
Västerhaninge IF, VIF, har idag bara en sektion Västerhaninge IF Fotboll vilket gör den till en renodlad fotbollsförening. Föreningen kommer från Västerhaninge i Haninge kommun i Södermanland/Stockholms län, bildad 1925 och på den tiden hade man både friidrott och fotboll. 1999 gick Västerhaninge IF:s A-lag och spelare ner till 15 år över till Haningealliansens FF som var en sammanslagning av Haninge FF och VIF:s licensspelare. Endast ungdomslagen under 15 fortsatte i Västerhaninge IF. Efter att Haningealliansens FF gick i konkurs 2006, tog det några år innan Västerhaninge hade ett ordentligt A-lag igen. Föreningens herrlag har spelat sex säsonger i tredje högsta divisionen, vilket gör den till Haninge kommuns mest framgångsrika. Säsongen 2024 återfanns herrlaget i division IV och damlaget i division III.

## Sektioner

### Aktiva sektioner
- Västerhaninge IF Fotboll (1925 -)

### Nedlagda sektioner
- Västerhaninge IF Ishockey (1961 - 2013)
- Västerhaninge IF Handboll (1955 - 1957 och 1973 - 1985)
- Innebandy (1995 ~ 1997)
- Friidrott (1925 ~ 1972)
- Skidor och Orientering (1928 - 1970)
- Bandy (1930 - , och 1956 - 1970)
- Bordtennis (1947 ~ 1955 eller till 1973)
- Cykel (1927 - 1938)
- Gymnastik (1927 - 1934)
- Simning (1933 ~ 1948)
- Gång (1934 ~ 1938)
- Schack (1947 ~ 1950)
- Damsektion (1940 ~ 1955, omstart 1966 ~ 1972)

Fristående
- Supporterklubben (1956 ~ 2013)